# Super League 2018
La Super League de 2018 fue la 124.ª temporada del rugby league de Inglaterra y la vigésimo tercera edición con la denominación de Super League.

## Formato
Los clubes se enfrentaron en una fase regular de todos contra todos, los ocho equipos mejor ubicados al terminar esta fase clasificaron a la postemporada, que consistió en 7 partidos para definir los puestos de clasificación; de estos los cuatro mejores clasificaron a semifinales.
El descenso se definió en un torneo llamado The Qualifiers, que clasificó a los últimos cuatro de la liga y los primeros cuatro de la segunda división.

## Desarrollo

### Tabla de posiciones
| Pos. | Equipo               | Encuentros | Encuentros | Encuentros | Encuentros | Tantos | Tantos | Tantos | Puntos |
| Pos. | Equipo               | PJ         | PG         | PE         | PP         | F      | C      | Dif    | Puntos |
| ---- | -------------------- | ---------- | ---------- | ---------- | ---------- | ------ | ------ | ------ | ------ |
| 1    | St Helens            | 23         | 21         | 0          | 2          | 713    | 298    | +415   | 42     |
| 2    | Wigan Warriors       | 23         | 16         | 0          | 7          | 573    | 345    | +228   | 32     |
| 3    | Castleford Tigers    | 23         | 15         | 1          | 7          | 567    | 480    | +87    | 31     |
| 4    | Warrington Wolves    | 23         | 14         | 1          | 8          | 531    | 410    | +121   | 29     |
| 5    | Huddersfield Giants  | 23         | 11         | 1          | 11         | 427    | 629    | -202   | 23     |
| 6    | Hull FC              | 23         | 11         | 0          | 12         | 534    | 544    | -10    | 22     |
| 7    | Wakefield Trinity    | 23         | 10         | 1          | 12         | 581    | 506    | +75    | 21     |
| 8    | Catalans Dragons     | 23         | 10         | 1          | 12         | 488    | 531    | -43    | 21     |
| 9    | Leeds Rhinos         | 23         | 8          | 2          | 13         | 431    | 527    | −96    | 18     |
| 10   | Hull Kingston Rovers | 23         | 8          | 1          | 14         | 476    | 582    | −106   | 17     |
| 11   | Salford Red Devils   | 23         | 7          | 0          | 16         | 384    | 597    | −213   | 14     |
| 12   | Widnes Vikings       | 23         | 3          | 0          | 20         | 387    | 653    | −266   | 6      |

|  | Clasificado a postemporada.   |
|  | Clasificado a The Qualifiers. |

### Segunda fase
| Pos. | Equipo              | Encuentros | Encuentros | Encuentros | Encuentros | Tantos | Tantos | Tantos | Puntos |
| Pos. | Equipo              | PJ         | PG         | PE         | PP         | F      | C      | Dif    | Puntos |
| ---- | ------------------- | ---------- | ---------- | ---------- | ---------- | ------ | ------ | ------ | ------ |
| 1    | St Helens           | 30         | 26         | 0          | 4          | 885    | 408    | +477   | 52     |
| 2    | Wigan Warriors      | 30         | 23         | 0          | 7          | 740    | 417    | +323   | 46     |
| 3    | Castleford Tigers   | 30         | 20         | 1          | 9          | 767    | 582    | +185   | 41     |
| 4    | Warrington Wolves   | 30         | 18         | 1          | 11         | 767    | 561    | +206   | 37     |
| 5    | Wakefield Trinity   | 30         | 13         | 1          | 16         | 747    | 696    | +51    | 27     |
| 6    | Huddersfield Giants | 30         | 13         | 1          | 16         | 537    | 794    | -257   | 27     |
| 7    | Catalans Dragons    | 30         | 12         | 1          | 17         | 596    | 750    | -154   | 25     |
| 8    | Hull FC             | 30         | 11         | 0          | 19         | 615    | 786    | -171   | 22     |

|  | Semifinalista. |

### Postemporada

#### Semifinal
| 4 de octubre | St Helens | 13 - 18 | Warrington Wolves |  |  |

| 5 de octubre | Wigan Warriors | 14 - 0 | Castleford Tigers |  |  |

#### Final
| 13 de octubre | Wigan Warriors | 12 - 4 | Warrington Wolves | Old Trafford, Mánchester        |  |
|               |                |        |                   | Asistencia: 64.892 espectadores |  |

| Bandera de Inglaterra   |
| Campeón Wigan Warriors  |
| Vigésimo segundo título |